# Самарская площадь (театр)
«Самарская площадь» — муниципальный драматический театр в Самаре. Создан в 1987 году. Основатель и бессменный руководитель — Евгений Дробышев.

## История
Создан в 1987 году как экспериментальный театр-студия, позже получил статус муниципального.
В 1993 году муниципалитет Самары выделил театру историческое здание на Садовой улице, после длительной реконструкции театр въехал в новый дом в октябре 2007 года.

## Труппа
- Геннадий Муштаков[4]
- Наталья Носова[5]
- Елена Остапенко
- Виктория Просвирина
- Игорь Белоцерковский
- Людмила Суворкина
- Михаил Акаемов
- Роман Лексин
- Олег Рубцов
- Олег Сергеев
- Мария Демидова
- Сергей Медведев
- Владимир Лоркин
- Юлия Бакоян
- Юлия Мельникова
- Борис Трейбич
- Екатерина Репина
- Анастасия Карпинская
- Сергей Булатов
- Павел Скрябин
- Вероника Агеева
- Владимир Мухтаров
- Сергей Михалкин

## Репертуар
- «Я — собака» по повести Михаила Самарского «Радуга для друга»[6]
- «Ночь на Ивана Купала»
- «Играем Бидструпа»[7]
- «Олигарх» по пьесе Александра Островского «Не всё коту масленица»[8].
- «Кроткая» по одноимённой повести Ф. М. Достоевского[9][10][11]
- «Русский и литература» М. Осипова — спектакль удостоен спецприза жюри «за талантливое воплощение актуальных проблем современности» на фестивале «Волга театральная»[5]
- «Красное вино победы» Е. Носова[12]
- «Танец Дели» по пьесе И. Вырыпаева[13]
- «Богатые невесты» А. Островского
- «Чайка» А. Чехова
- «Вишнёвый сад» А. Чехова[14][15]
- «Женитьба» Гоголя
- «Семейный портрет с посторонним» С. Лобозерова
- «Запах лёгкого загара» Д. Гурьянова
- «Герострат» Г. Горина
- «Тёмная история»
- «Долгий рождественский обед» Торнтона Уайдлера[16]
- моноспектакль по повести Валентина Катаева «Алмазный мой венец»[17].